# Подвиги Великого Александра
Подвиги Великого Александра — повесть Михаила Кузмина, опубликованная в 1909 в журнале «Весы».

## Суть произведения
Произведение представляет собой мифологизированное псевдоисторическое жизнеописание, стилизованное под средневековые переложения «Истории Александра Великого»: французский «Роман об Александре» и древнерусские «Александрии», откуда взята основная повествовательная канва — смесь истории и чудес.
Помимо этого, источниками Кузмина были «Родословная моего героя» А. С. Пушкина (использована в диалоге Александра с брахманом Дандамием), «Шахнаме» Фирдоуси, первая из «Двух повестей» В. А. Жуковского, представляющая собой вольный перевод стихотворения Шамиссо «Sage von Alexandern», пересказывающего сюжет из Агады (Александр у врат Эдема).
Сам автор в предисловии сообщает:

Я сознаю всю трудность писать об этом после ряда имен, начиная от приснопамятного Каллисфена, Юлия Валерия, Викентия из Бовэ, Гуалтерия де Кастильоне, вплоть до немца Лампрехта, Александра Парижского, Петра де С. Клу, Рудольфа Эмского, превосходного Ульриха фон Ешинбаха и непревзойденного Фирдуси; но желание мое не столько возобновить в памяти людей немеркнувшую славу Македонца, сколько облегчить преисполненную восторгом душу, заставляет меня действовать как богомольцы, которые, шепча слова молитв, не вспоминают, какими великими святыми сложены эти песнопения.— Книга первая. § 1. Вступление

## Основная тема
Основной темой повести является стремление Александра преодолеть свою человеческую природу и обрести бессмертие — сюжет, взятый из восточной эпической и лирической литературы (Агада, Шахнаме, Хафиз). Ощущение героем своей избранности подкрепляется прозрачными намеками на гомосексуальность и утверждением, что он никогда не знал женщин.
Некоторые исследователи склонны объяснять особенности поведения героя Кузмина запущенным Эдиповым комплексом, проявления которого они находят и у реального Александра.
Повесть была посвящена Валерию Брюсову, и тексту предпослан сонет-акростих «Валы стремят свой яростный прибой…», с его зашифрованным именем. В 1912 году он был опубликован в сборнике «Осенние озёра». 24 декабря 1908 года Брюсов написал ответный сонет-акростих «Мгновенья льются, как поток бессменный…», вписав в него имя Михаила Кузмина.
В том же 1908 году Кузмин упомянул Александра в знаменитом гомоэротическом стихотворении «На твоей планете всходит солнце…», а также создал панегирик Искандеру (28-я газель в цикле «Венок весен (газэлы)», вошедшая позднее в сборник «Осенние озера»).
По предложению Брюсова «Подвиги» были опубликованы в 1 и 2 номерах журнала «Весы» в 1909 году. В 1910 году они были изданы в составе Второй книги рассказов издательством «Скорпион». В 1918 году в Москве издательством «Венок» было выпущено отдельное издание.
Франц Кафка 21 декабря 1910 года сделал запись в дневнике с перечислением «достопримечательностей из „Подвигов Великого Александра“ Михаила Кузмина», перевод которой на немецкий вышел в 1912 году.